# Abu Hamza al-Muhadżir
Abu Hamza al-Muhadżir (أبو حمزة المهاجر; także: Abu Ajjub al-Misri; ur. ok. 1968, zm. 19 kwietnia 2010) – egipski terrorysta, po śmierci Abu Musaba az-Zarkawiego przywódca irackiej Al-Ka’idy w latach 2006–2010.

## Życiorys
Według amerykańskiego wojska w 1982 wstąpił do Egipskiego Islamskiego Dżihadu, którym kierował wówczas Ajman az-Zawahiri, później człowiek numer jeden w Al-Ka’idzie.
13 czerwca 2006 (6 dni po śmierci az-Zarkawiego) Al-Ka’ida podała, że został on nowym szefem  organizacji na terenie Iraku. Swojego poprzednika poznał w Afganistanie na obozie szkoleniowym, gdzie wyspecjalizował się w posługiwaniu materiałami wybuchowymi.
Za głowę al-Muhadżira wyznaczono nagrodę w wysokości 5 000 000 dolarów. Lider Al-Ka’idy w Iraku podobno osobiście ściął dwóch amerykańskich żołnierzy porwanych przez terrorystów z Rady Szury Mudżahedinów 19 czerwca 2006 roku. Był także odpowiedzialny za ataki i zamachy terrorystyczne na siły koalicji, irackie władze i organy bezpieczeństwa, a przede wszystkim iracką ludność cywilną. Irackie MSW poinformowało, że lider irackiej Al-Ka’idy został zabity 1 maja 2007 w starciach między rebeliantami na północ od Bagdadu, jednak jeszcze wieczorem Organizacja Islamskie Państwo w Iraku zdementowała na swojej witrynie internetowej tę wiadomość.
Al-Muhadżir został zabity 19 kwietnia 2010 w wiosce As-Sarsar położonej 80 km na zachód od Bagdadu, podczas operacji irackich i amerykańskich sił lądowych. Żołnierze zaatakowali przy pomocy rakiet dom, w którym się ukrywał.